# El molí de la Galette (sèrie de Van Gogh)
El molí de la Galette és el títol de diverses pintures realitzades per Vincent van Gogh al 1886 d'un molí de vent, el de la Galette, que era a prop de l'apartament de Van Gogh i el seu germà Theo a Montmartre. Els amos del molí havien aprofitat les vistes que tenien de tot París, creant una terrassa i una esplanada de ball i berenador.
Les pintures del molí formen un subconjunt dins de la "sèrie de Montmartre" de Van Gogh.

## París
Al 1886 Van Gogh isqué dels Països Baixos cap a París sota el guiatge de son germà Theo. Fins llavors Van Gogh havia estat influït pels grans mestres holandesos, però instal·lar-se a París significà l'oportunitat de conéixer els impressionistes, simbolistes, puntillistes, i l'art japonès. El seu cercle d'amics comprenia Émile Bernard, Paul Gauguin, Camille Pissarro, Henri de Toulouse-Lautrec, i altres.
Montmartre, un turó llavors als afores, amb vista a París, era conegut pels bars, cafeteries, i sales de ball. Ser a la vora del camp proporcionà a Van Gogh l'oportunitat de treballar en pintures d'enquadraments rurals mentre vivia a París.
El paisatge i molins al voltant de Montmartre foren font d'inspiració de moltes pintures. El molí de la Galette presumia d'una autenticitat que altres locals, com el Moulin Rouge, no tenien; era a prop de l'apartament que Van Gogh compartí amb Theo de 1886 a 1888. Construït el 1622, originàriament anomenat Blute-Fi, encara pertanyia als primers propietaris, la família Debray. Van Gogh hi conegué artistes com Toulouse-Lautrec, Paul Signac i Paul Gauguin, que li inspiraren incorporar l'impressionisme a la seua obra. Les seues pinzellades es feren més lleugeres, les seues obres més colorides.
Moulin de la Galette era també el nom d'una sala de ball a l'aire lliure situada entre els dos últims molins de vent que quedaven al cim de Montmartre. A més de Van Gogh, Toulouse-Lautrec i Pierre-Auguste Renoir també pintaren el Moulin de la Galette. Renoir plasmà la sala de ball en el seu famós Ball al Moulin de la Galette.

## Les pintures

### Tres pintures amb composicions semblants
Durant el seu primer any a París Van Gogh pintà les àrees rurals al voltant de Montmartre, com el turó i els molins de vent. Els colors eren a vegades ombrívols, i evoquen ansietat i solitud, mentre que altres pintures són brillants i evoquen una natura intensa i entusiasta.

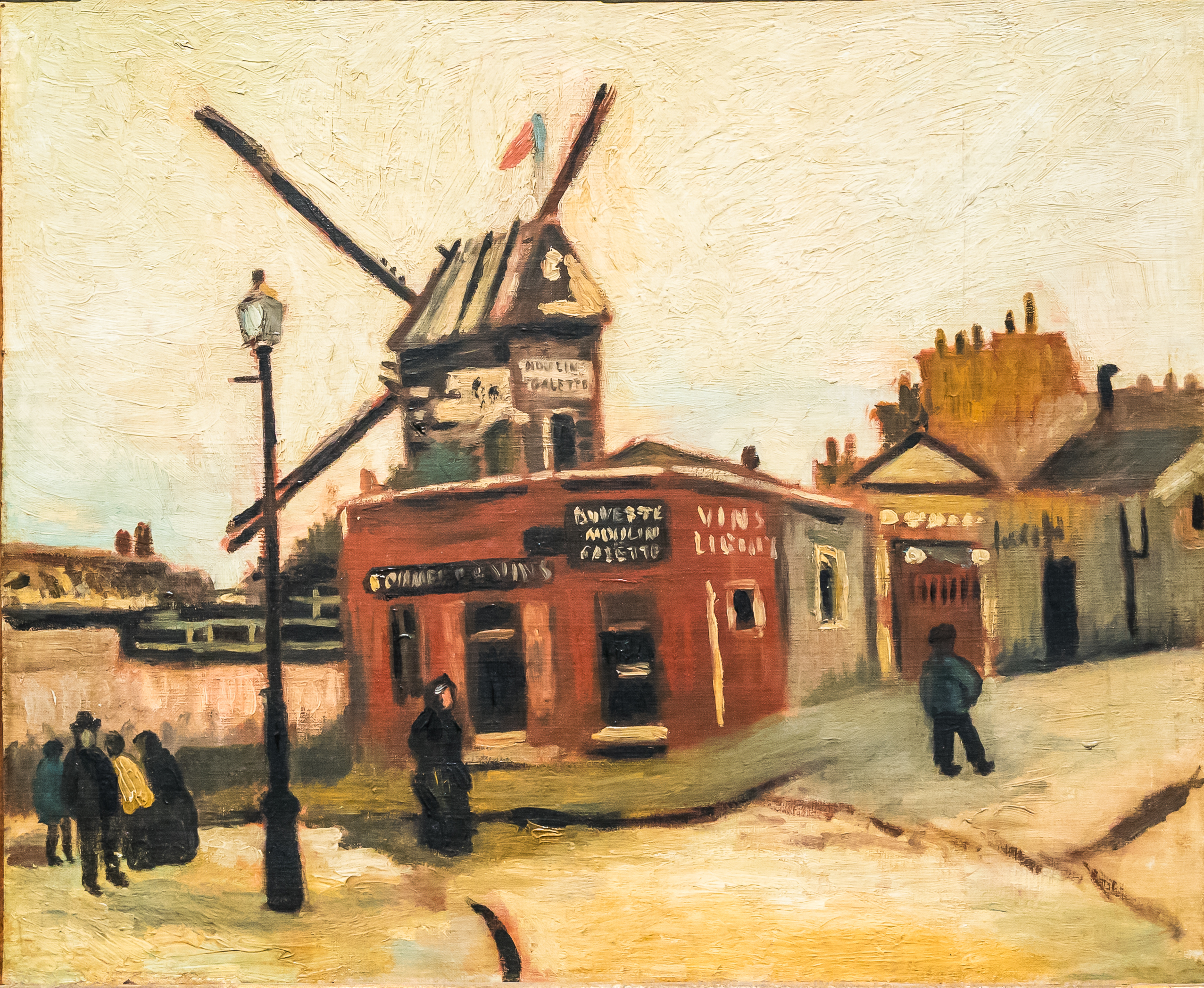
Li Moulin de la Galette, 1886; Stiftung Langmatt, Baden, Suïssa (F226)
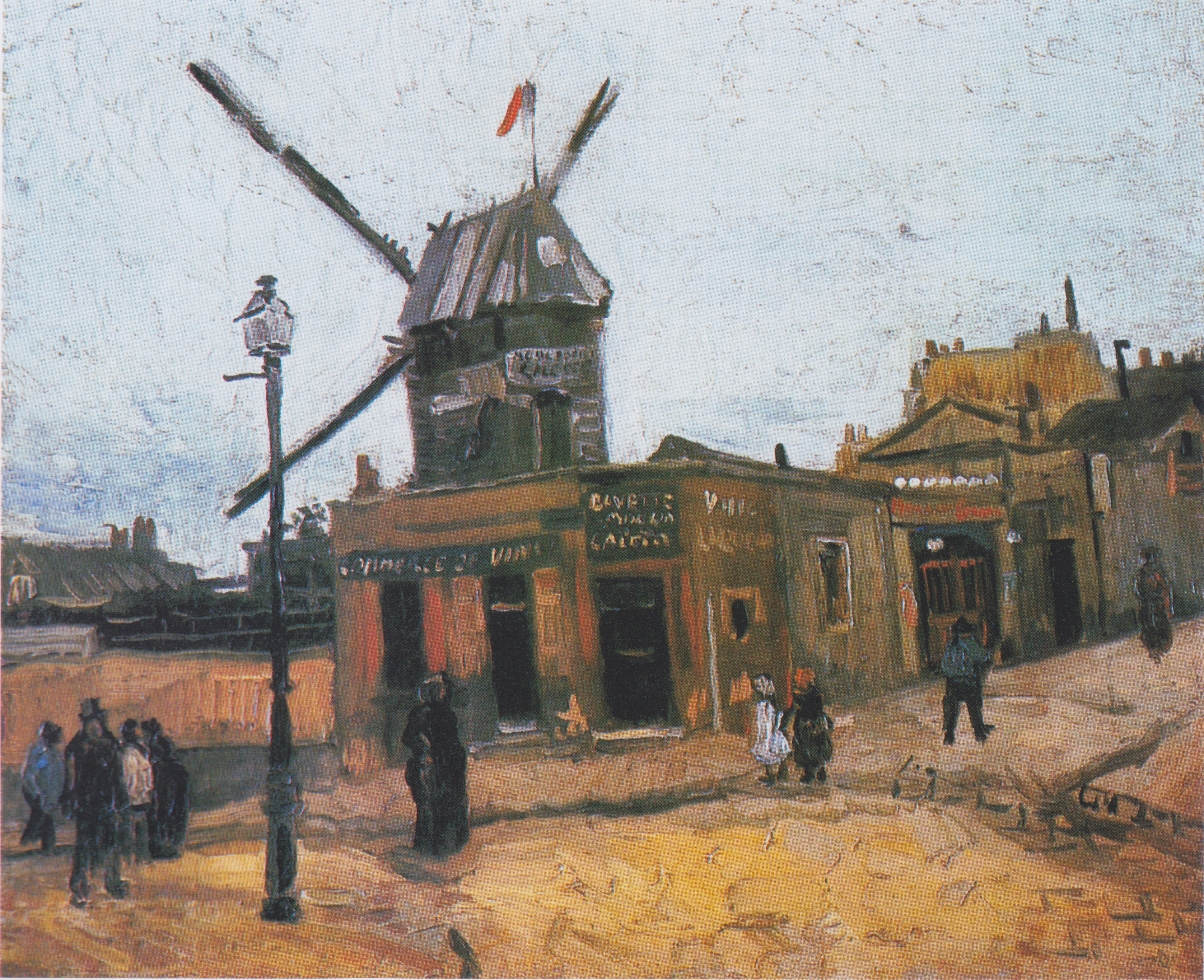
Li Moulin de la Galette, 1886; Museu Kröller-Müller, Otterlo, Països Baixos (F227)
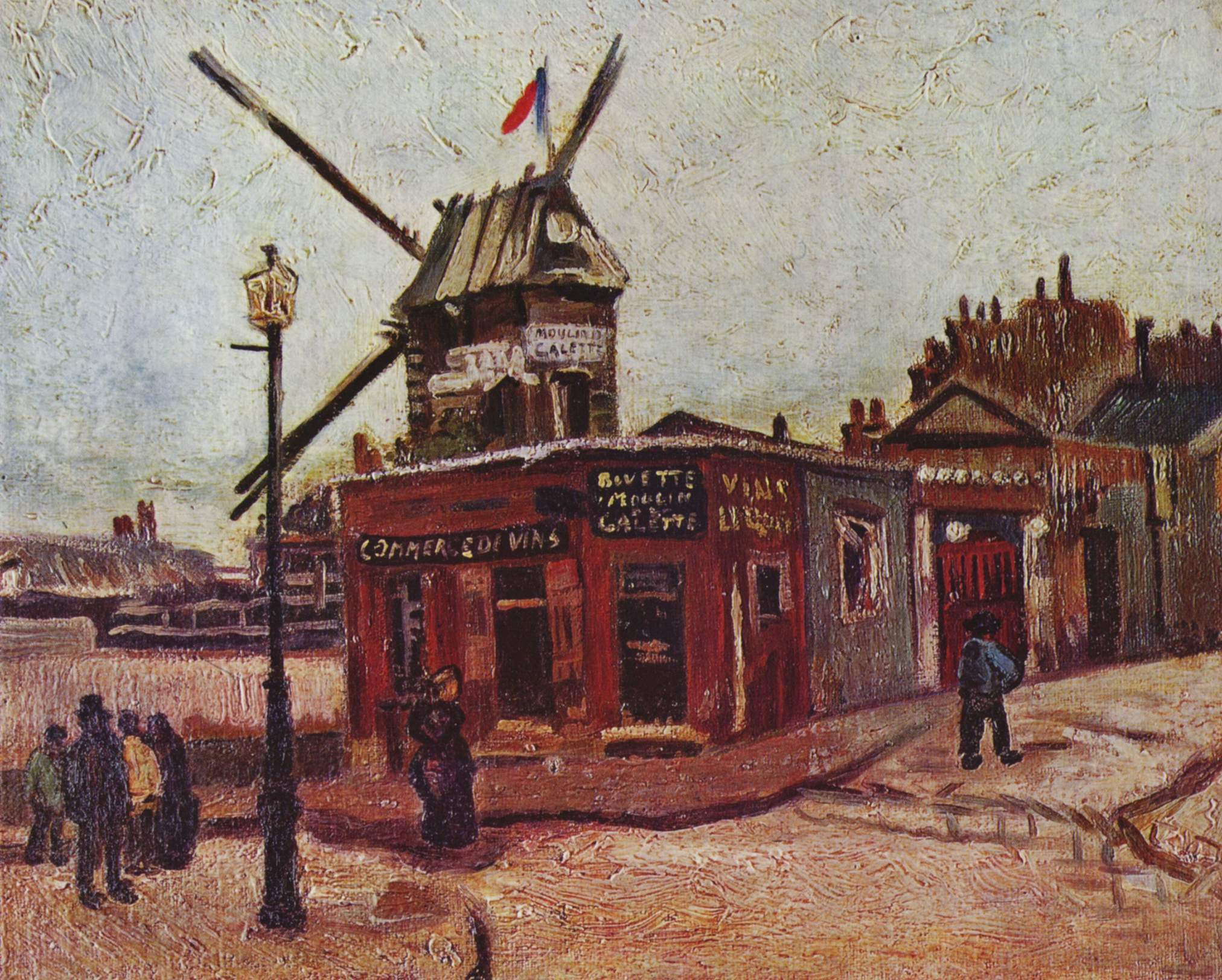
Li Moulin de la Galette 1886; Neue National galerie, Berlín (F228)

### Altres pintures tituladesEl molí de la Galette
El molí de la Galette, també anomenat El molí de vent Blute-Fi, Montmartre (F274) reflecteix la transició artística de l'artista; el seu treball als Països Baixos era ombrívol i pesant. Influït per l'impressionisme, Van Gogh adopta colors més lleugers i pinzellades ràpides per descriure llum i moviment. Van Gogh feu la pintura en una parcel·la buida en la rue Lepic, el carrer on vivia amb Theo. La pintura presenta el molí de Blute-Fi, un antic molí del s. XVII, que era llavors una atracció per les seues vistes de tot París. En aquest temps encara quedaven tres molins al pujol, però aquest era el preferit de Van Gogh. Moulin a Poivre, un segon molí de vent, està just a l'esquerra a l'horitzó en aquesta pintura. L'obra fou venuda pel marxant d'art escocés Alex Reid a William McInnes i amb el Retrat d'Alexander Reid de Van Gogh es troba en la col·lecció dels Museus de Glasgow.

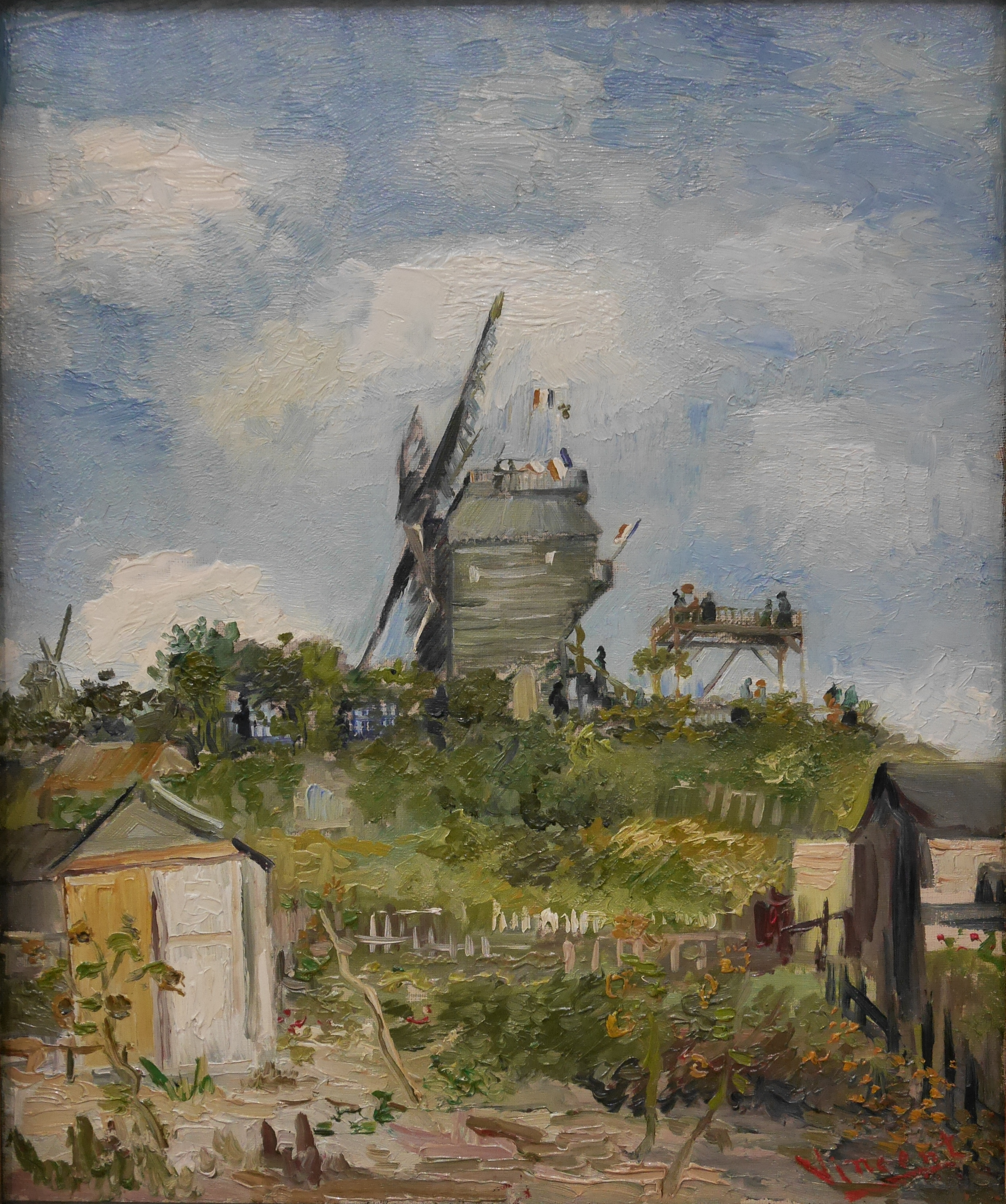
Li Moulin de la Galette, també El molí de vent Blute-Fi, Montmartre, 1886; Kelvin Grove Galeria d'Art i Museu, Glasgow (F274)
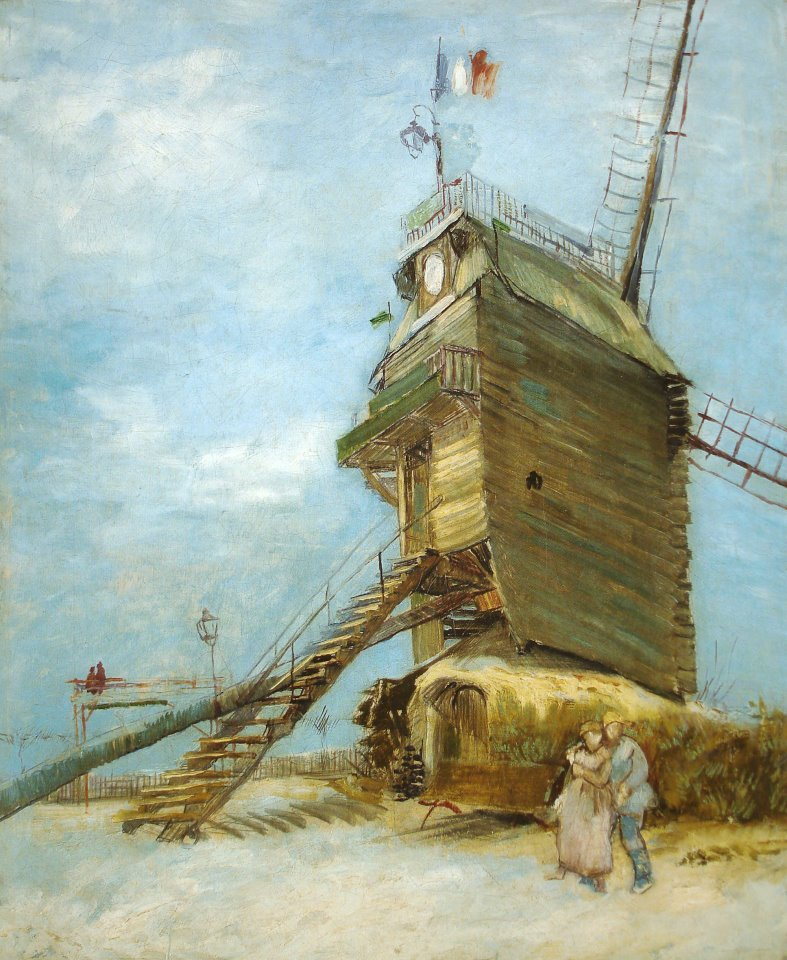
Li Moulin de la Galette, 1886; Museu Nacional de Belles arts (Buenos Aires), Argentina (F348)
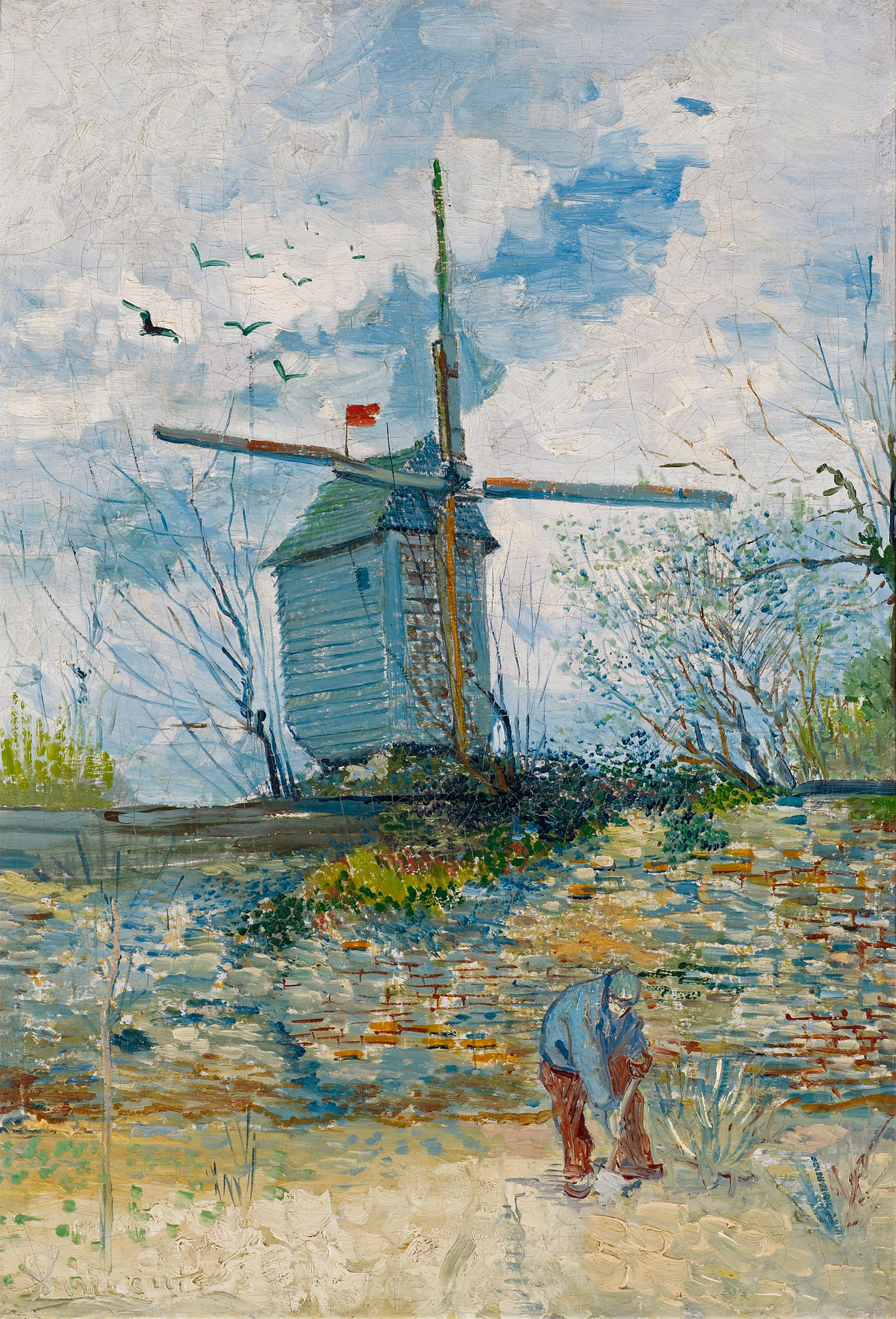
Li Moulin de la Galette, 1886; col·lecció privada (F349)

## Pintures del molí de vent Blute-Fi
A més d'El molí de la Galette (F274), també conegut com El molí de vent Blute-Fi, Montmartre, hi ha moltes altres pintures amb el nom Blute-Fi.

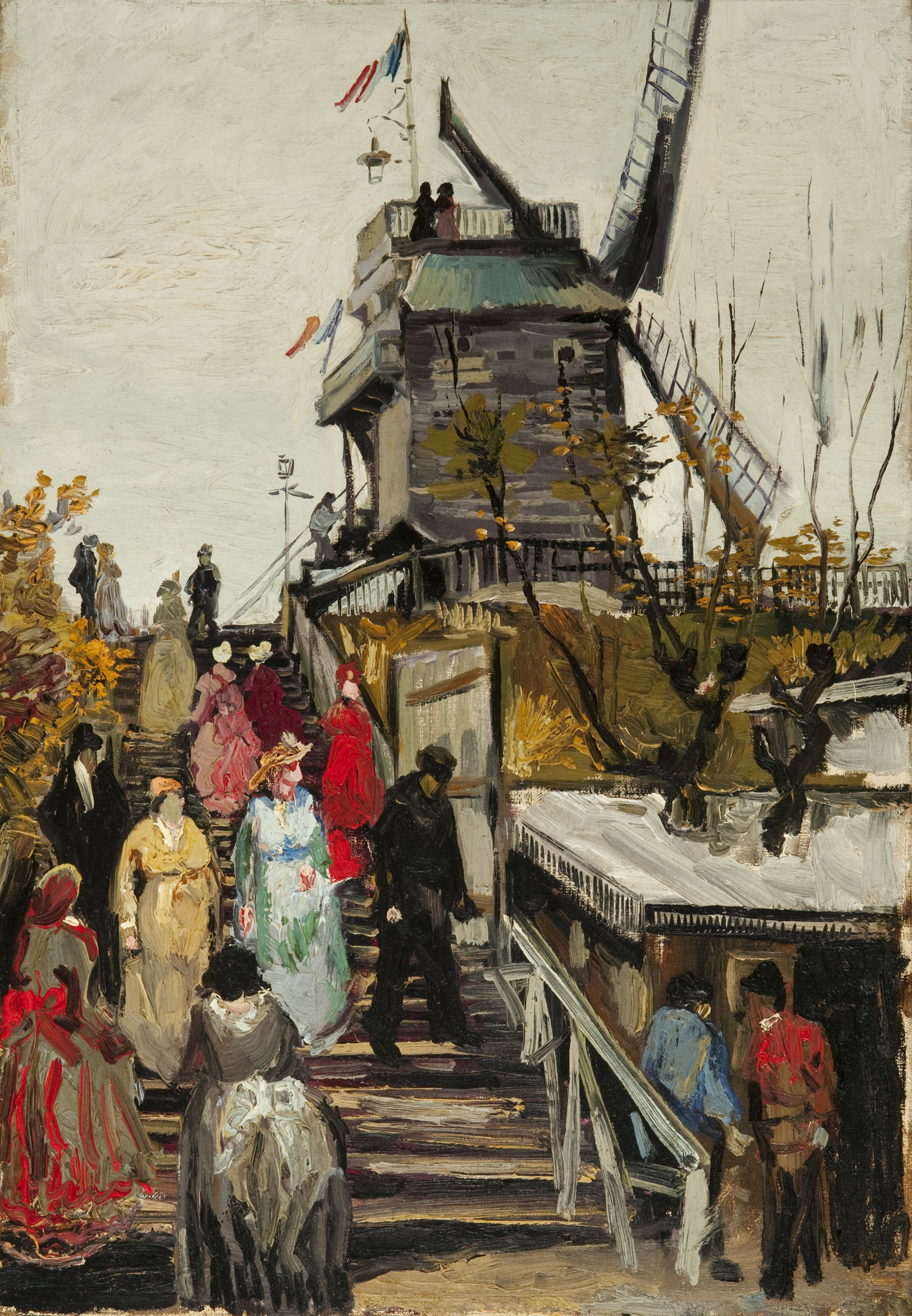
Li Moulin de Blute-Fi, 1886; Museu de Fundatie, Zwolle
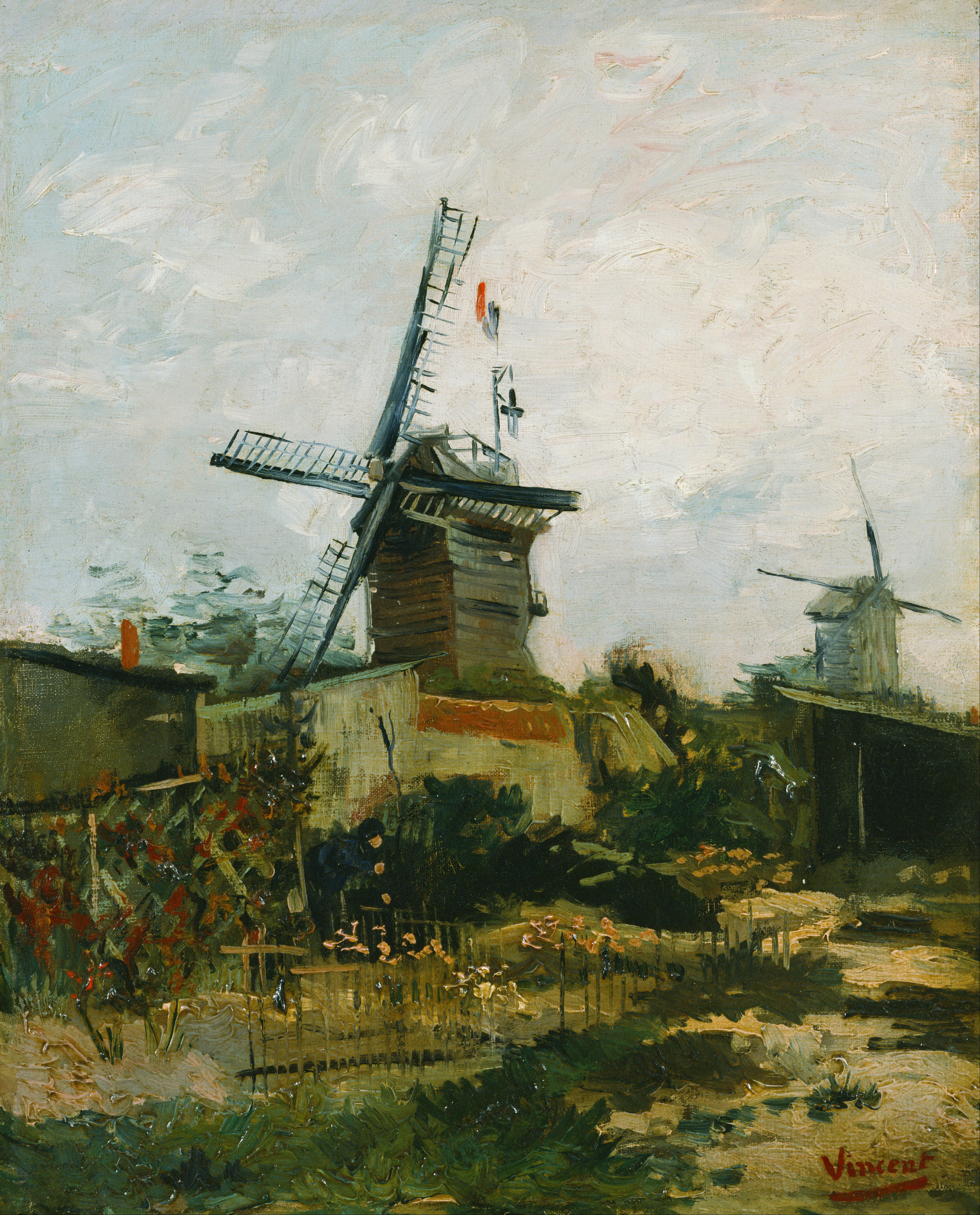
Li Moulin de Blute-Fi, 1886; Bridgestone Museum of Art, Tòquio (F273)
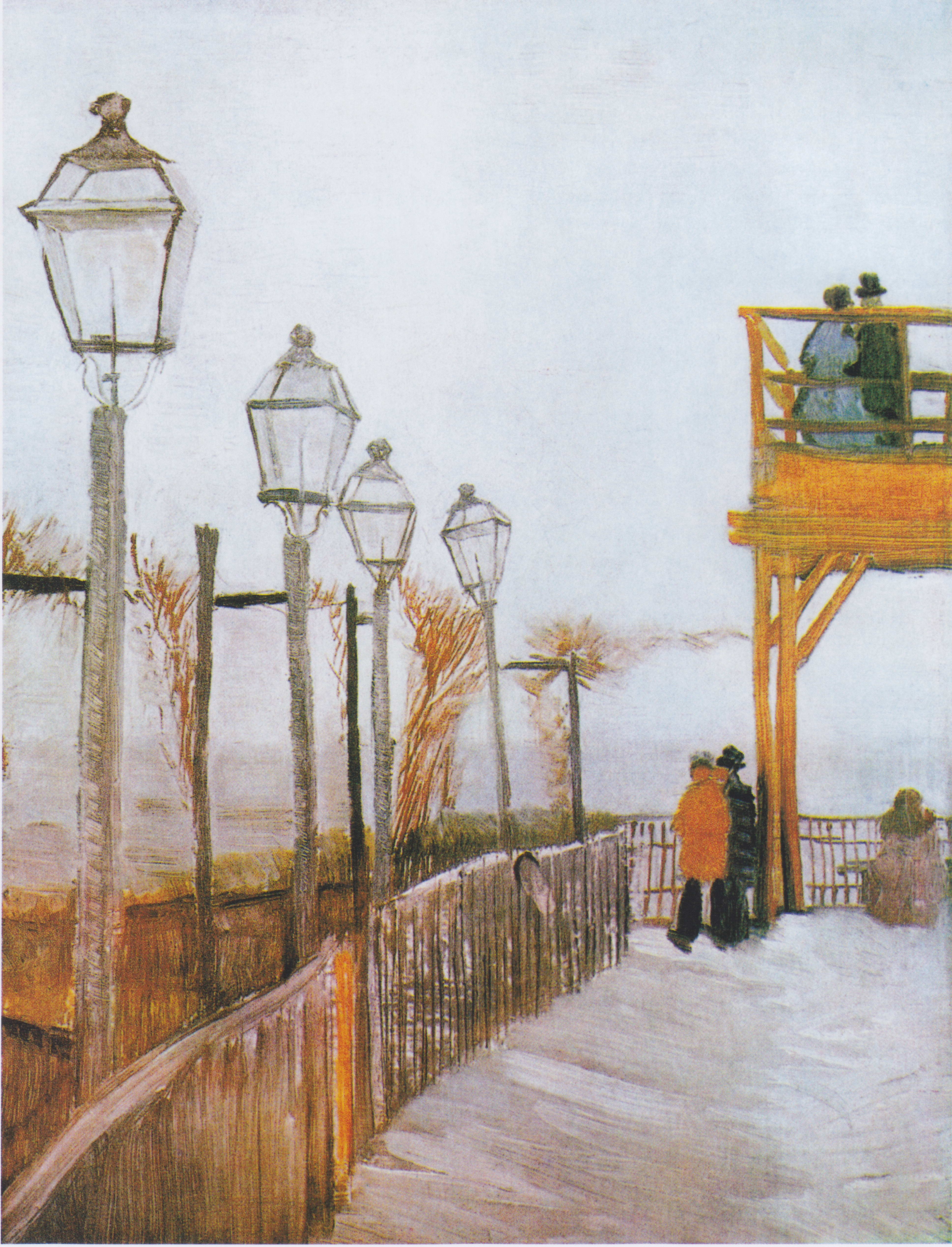
Terrassa i mirador en el Moulin de Blute-Fi, Montmartre, 1886; Art Institute of Chicago (F272) 1886; Art Institute of Chicago (F272)

## Altres pintures amb molins
Ací es veuen les pintures de Van Gogh durant el seu període a París que inclouen molins:

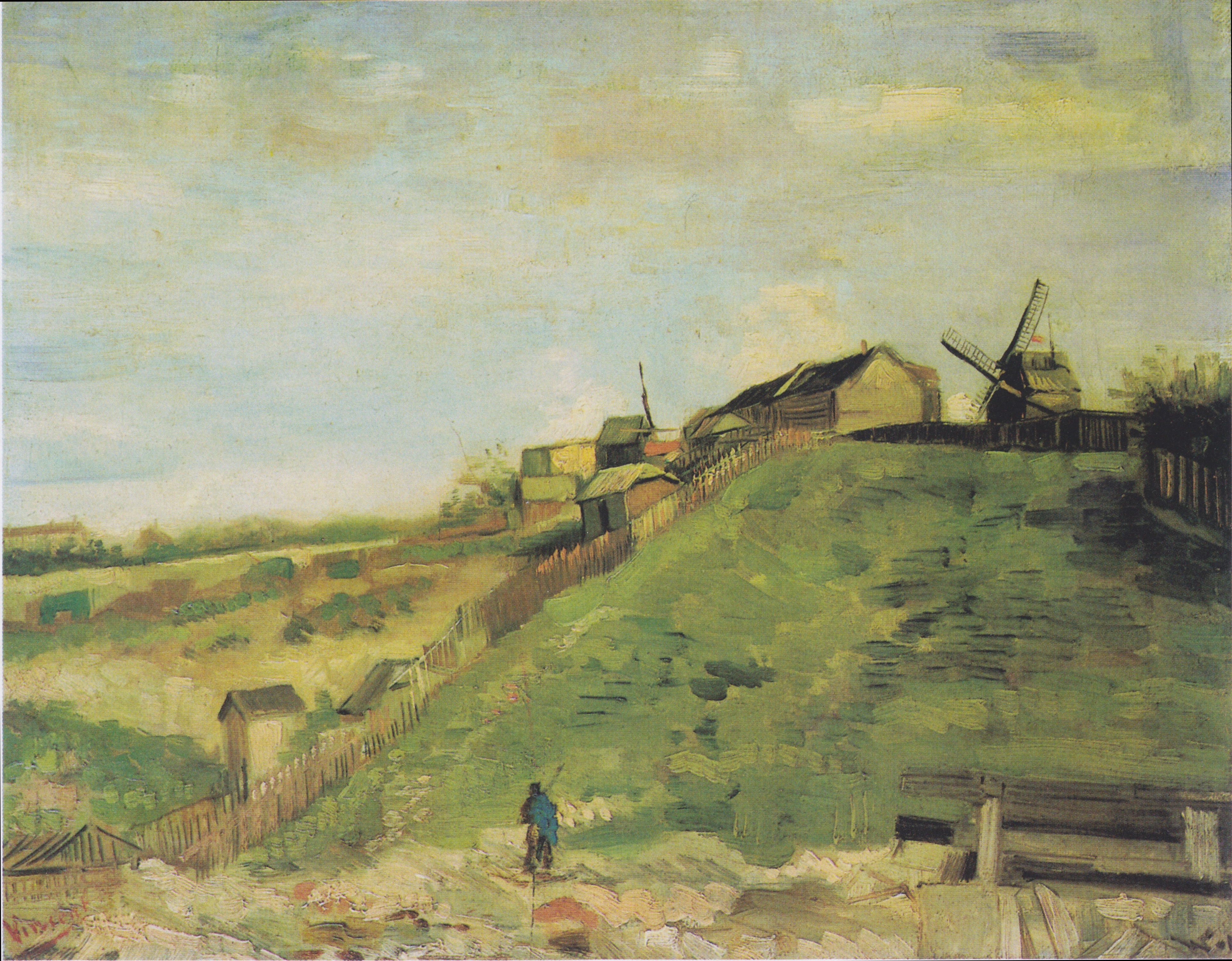
El turó de Montmartre amb pedrera, 1886; Museu Van Gogh, Amsterdam (F229)
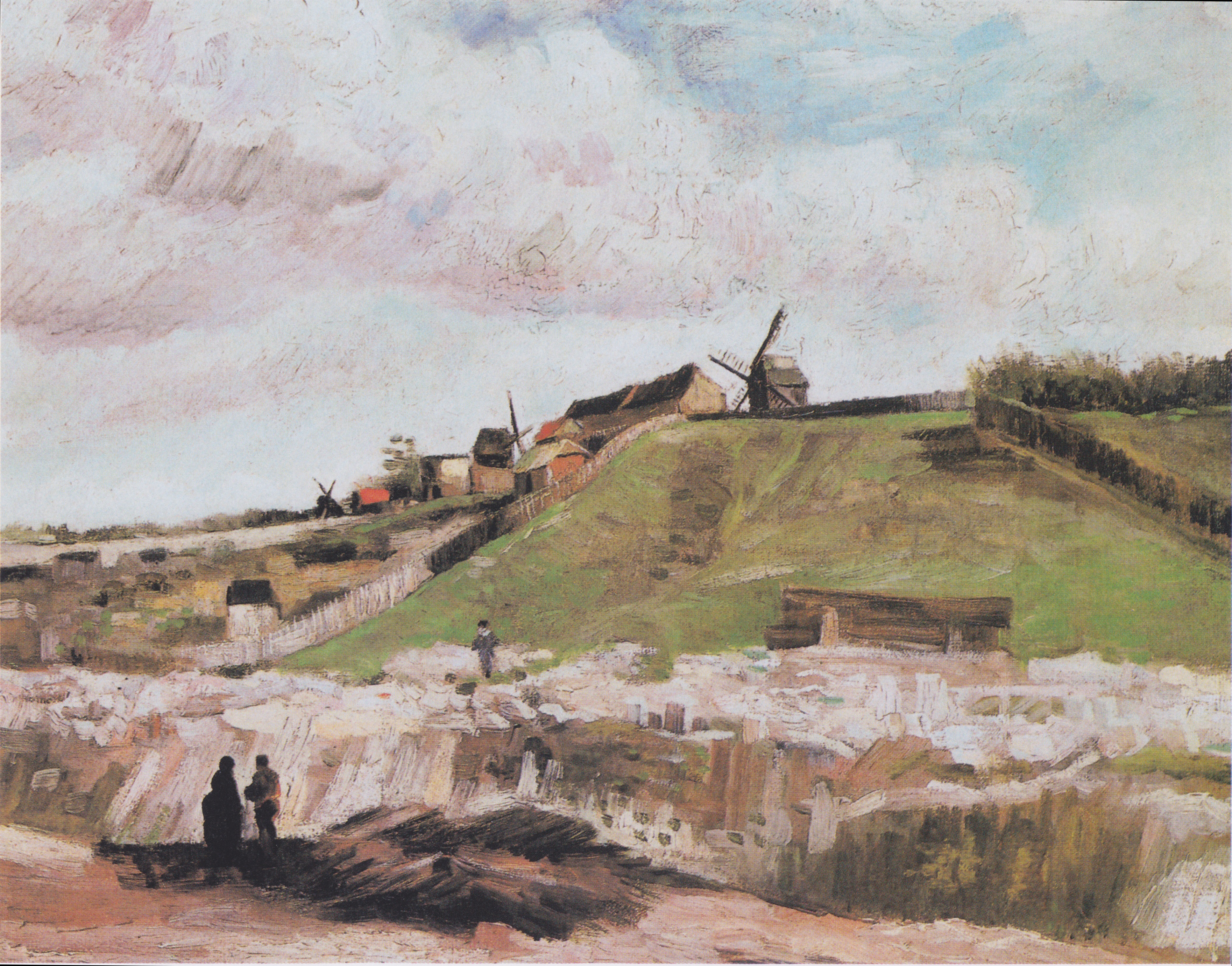
El turó de Montmartre amb pedrera, 1886; Museu Van Gogh, Amsterdam (F230)
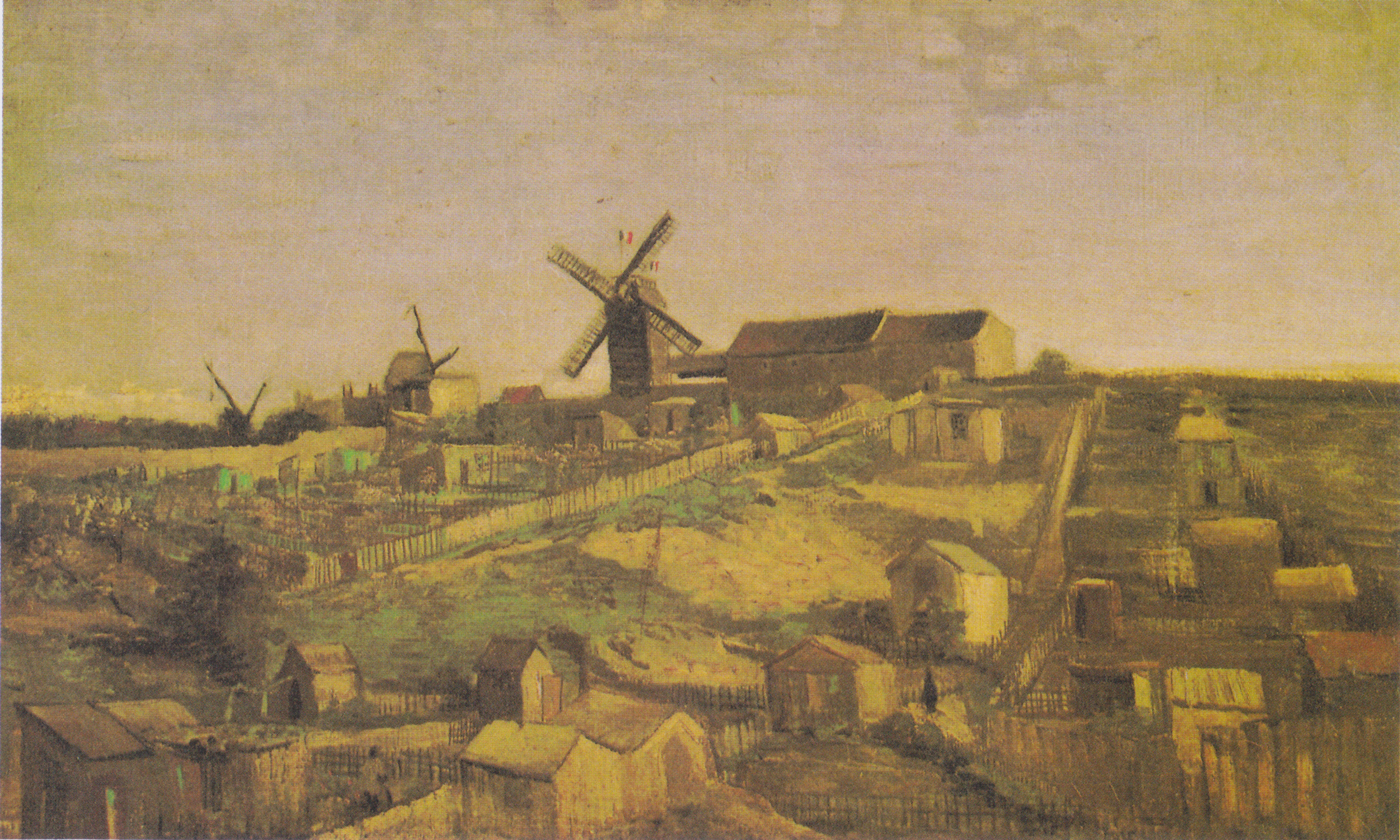
El turó de Montmartre, també Vista de Montmartre amb molins de vent, 1886; Museu Kröller-Müller, Otterlo, Països Baixos (F266)
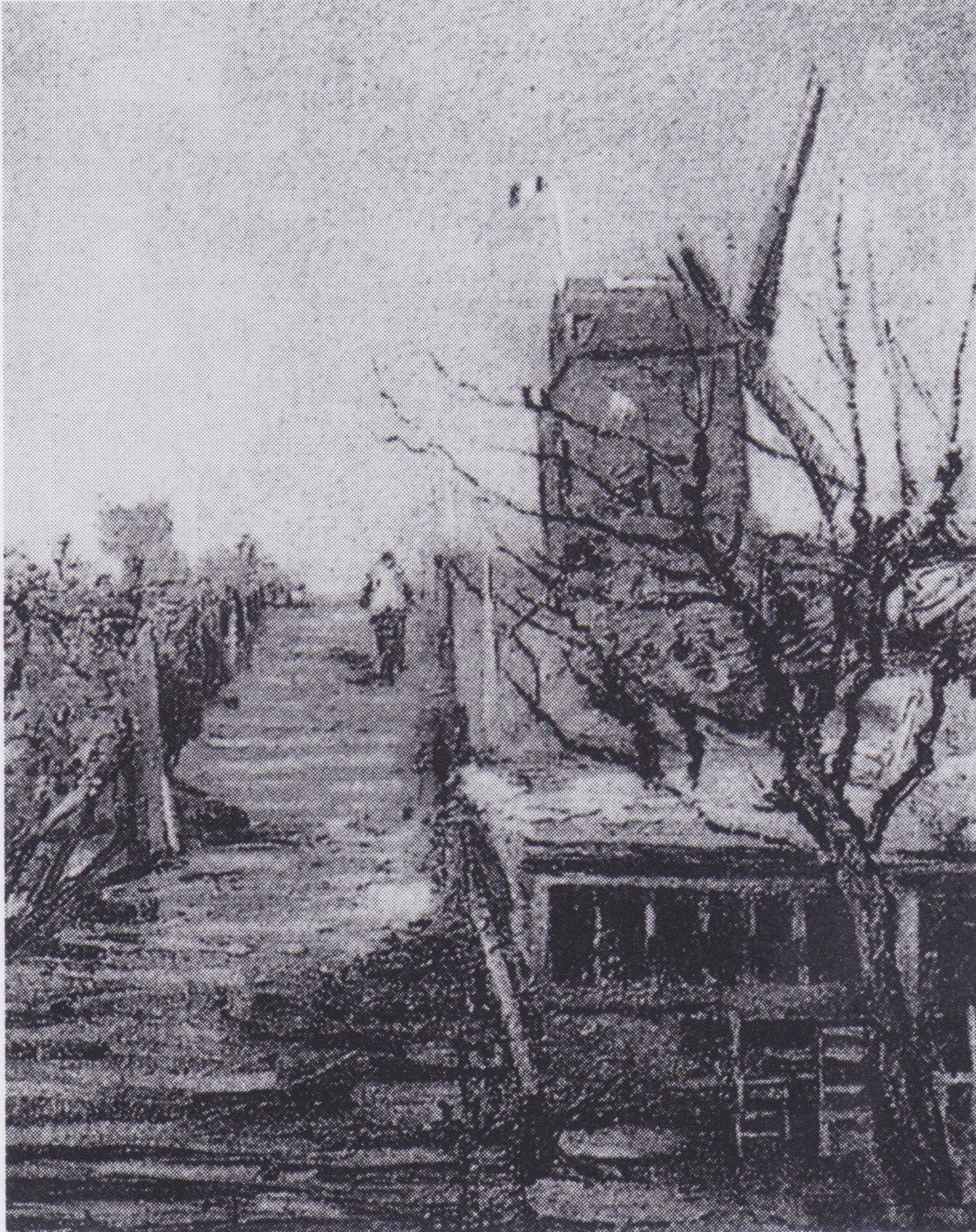
Molino de vent en Montmartre (còpia en blanc i negre), 1886; destruït en un incendi del 1967 (F271)
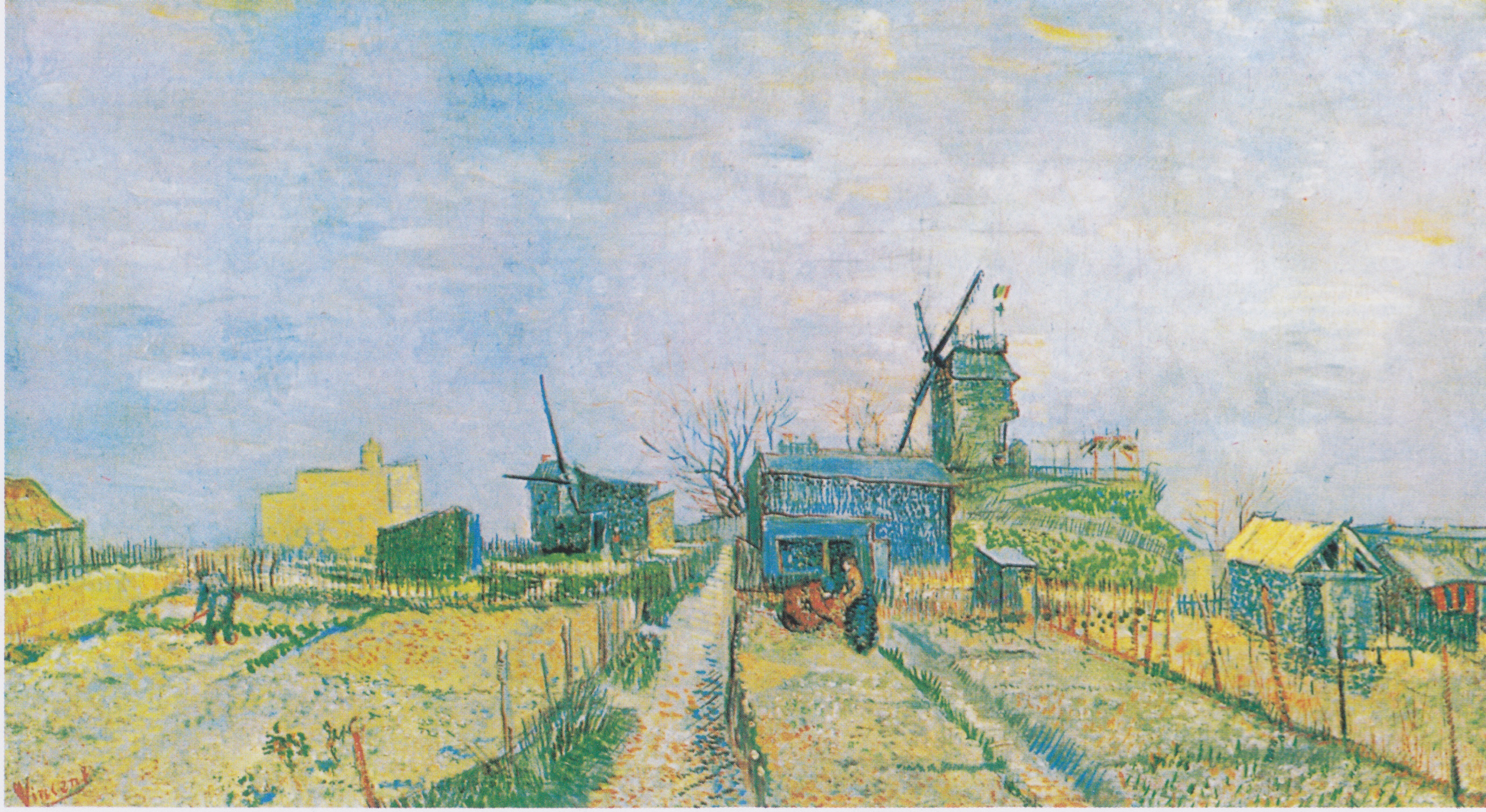
Horts a Montmartre: El pujol de Montmartre, 1887; Museu Van Gogh, Amsterdam (F346)
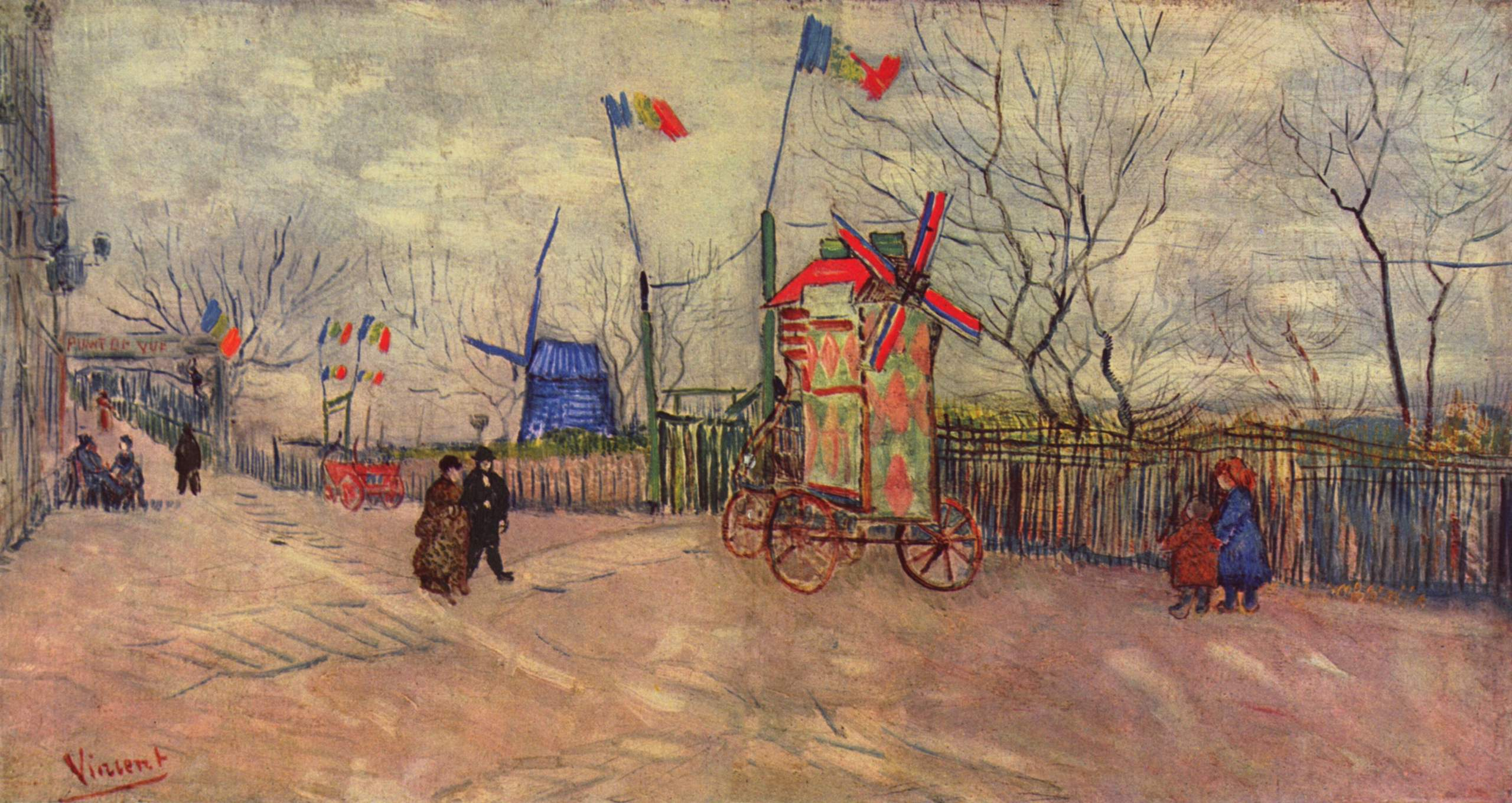
Escena de carrer a Montmartre: El molí a Poivre, 1887; Museu Van Gogh, Amsterdam (F347)
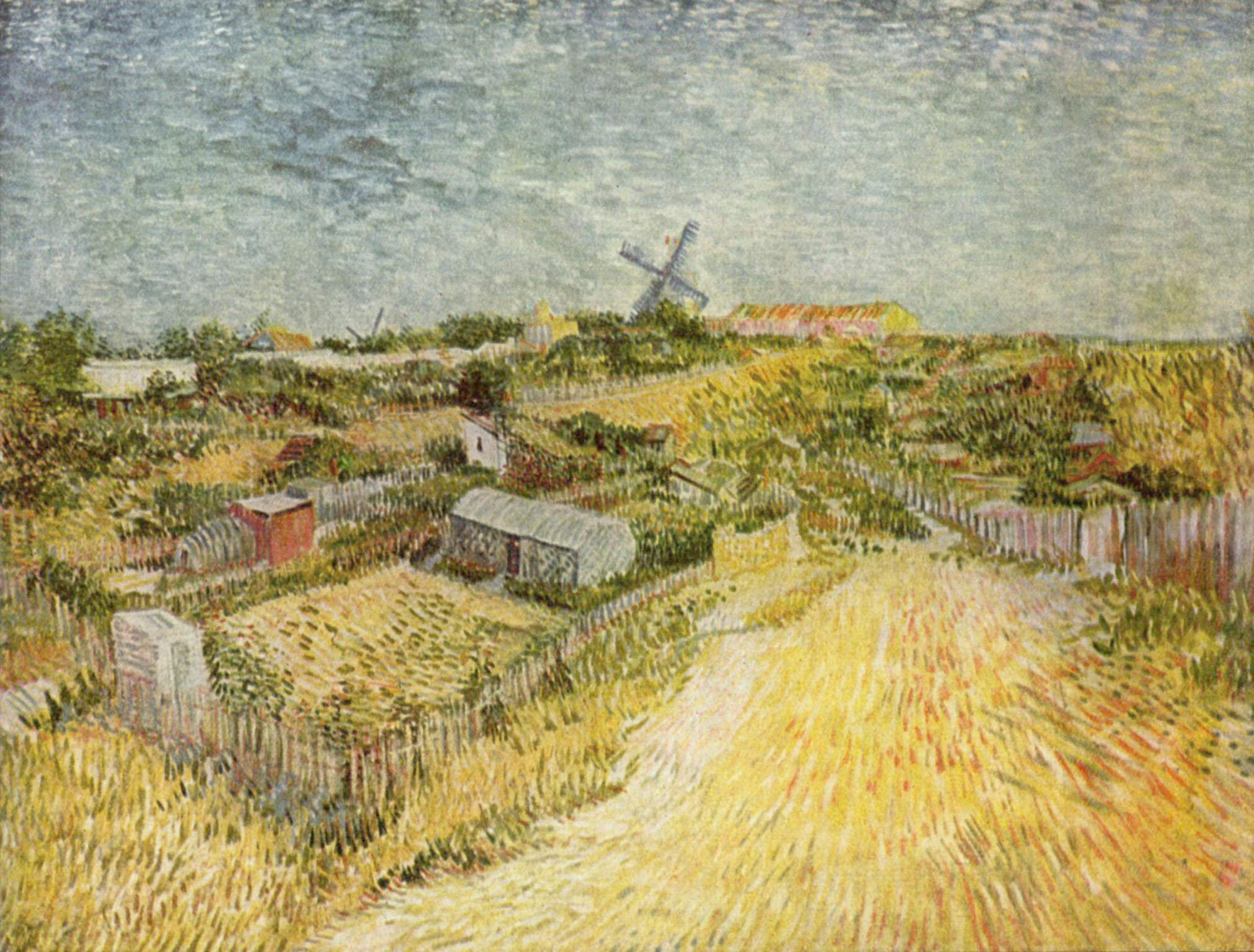
Horts a Montmartre: El pujol de Montmartre, 1887; Museu Stedelijk, Amsterdam (F350)
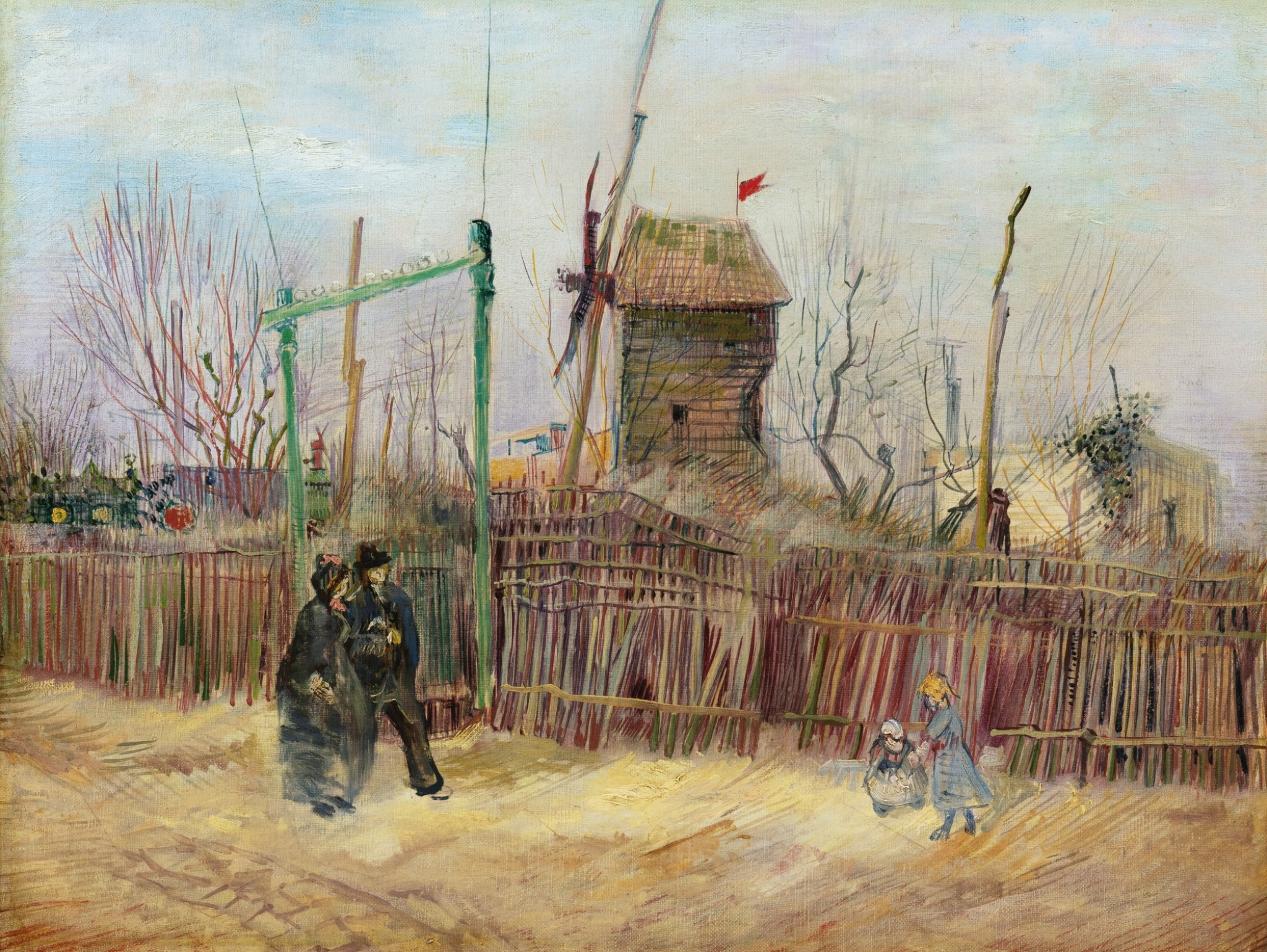
Escena de carrer en Montmartre, 1887; col·lecció privada (F, JH1240)